# Vaxholmslinjen
Vaxholmslinjen (även Vaxholms inre befästningslinje) var mellan 1914 och 1925  huvudbefästningslinjen i Stockholms skärgård som sträckte sig från Värmdö i öst över Rindö,  Vaxön, Edholma till Lillskär i väst. Vaxholmslinjen bestod av en serie batteriplatser och minspärrar och skulle försvara farlederna till och från Stockholm mellan Värmdö i öst och Resarö i väst. Här fanns de viktiga sunden vid Oxdjupet och Kodjupet. 

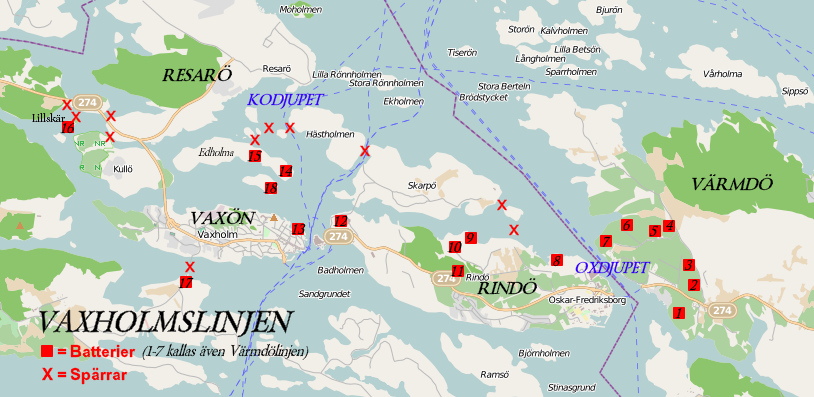
Vaxholmslinjens batteriplatser och spärrar. Batterierna 17 och 18 utrangerades redan 1903.

## Historik
Linjen var från 1914 huvudförsvarslinje. Efter 1925 övertogs uppgiften av  Vaxholms yttre befästningslinje och Vaxholmslinjen avvecklades. Vaxholmslinjen bestod av 23 batteriplatser som sträckte sig från 1:a batteriet i öst (på norra Värmdö) till 16:e batteriet i väst (på den lilla ön Lillskär utanför Kullö). Linjen indelades i tre sektioner där sektion 1 även kallas  Värmdölinjen med batteri 1 till 7.
Bland de större forten längs linjen kan nämnas: Myttingefortet, Vretafortet och 7:e batteriet på Värmdö (samtliga byggda 1899-1903), Rindö redutt (byggd 1858-1863) med tillhörande 12:e batteriet (byggt i mitten av 1870-talet) och Byviksfortet (uppfört 1897-1900) samtliga på Rindö. 
Även Vaxholms kastell (totalombyggnad 1833) och befästning Oskar-Fredriksborg (invigd 1877) var en del av Vaxholmslinjen. Inte alla batterier kvarstod i organisationen fram till 1925, en del utgick tidigare som exempelvis 17:e batteriet och 18:e batteriet som utrangeras redan 1903 och Kronuddens batteri (13:e batteriet) som utgick 1916.

## Batterier i urval
| Bild | Beteckning                                      | Geografiskt läge/koordinater                  | Fler bilder        | Kort beskrivning |
| ---- | ----------------------------------------------- | --------------------------------------------- | ------------------ | --- |
|      | 1:a batteriet                                   | 59°23′29″N 18°27′36″Ö / 59.39139°N 18.46000°Ö | 1:a batteriet      | Öppen ställning, ligger på Värmdö söder om Värmdövägen vid Myttingeviken. Beväpning: två 8 mm kulsprutor m/1894 på pansarkärror. |
|      | 2:a batteriet                                   | 59°23′43″N 18°27′50″Ö / 59.39528°N 18.46389°Ö | 2:a batteriet      | Öppen ställning, ligger strax norr om Värmdövägen mellan Myttinge och Stenslätten. Beväpning: två 8 mm kulsprutor m/1894 på pansarkärror. |
|      | Myttingefortet (3:e batteriet)                  | 59°23′54″N 18°27′42″Ö / 59.39833°N 18.46167°Ö | Myttingefortet     | Myttingefortet, även 3:e batteriet, ligger cirka 400 meter norr om batteri nr 2. Beväpning: sex 8,4 cm kanoner m/1881 i pansartorn. |
|      | 4:e batteriet                                   | 59°24′20″N 18°27′20″Ö / 59.40556°N 18.45556°Ö | 4:e batteriet      | Öppen ställning, ligger cirka 200 meter nordost om Vretafortet. Beväpning: två 8 mm kulsprutor m/1894 på pansarkärror. |
|      | Vretafortet (5:e batteriet)                     | 59°24′17″N 18°27′13″Ö / 59.40472°N 18.45361°Ö | Vretafortet        | Vretafortet, även 5:e batteriet, ligger cirka 800 meter norr om Myttingefortet. Beväpning: fyra 8,4 cm kanoner m/1881 i pansartorn. |
|      | 7:e batteriet                                   | 59°24′08″N 18°26′23″Ö / 59.40222°N 18.43972°Ö | 7:e batteriet      | Ligger längst i väst på Värmdö, cirka 300 meter norr om Fredriksborgs fästning. Beväpning: fyra 12 cm kanoner m/1885 på hjullavett. |
|      | Byviksfortet (8:e batteriet)                    | 59°23′59″N 18°25′33″Ö / 59.39972°N 18.42583°Ö | Byviksfortet       | Ligger på östra Rindö, cirka 500 meter väst om Befästning Oskar-Fredriksborg. Fortet försågs med fyra 12 cm och tre 57 mm kanoner i pansartorn. |
|      | 11:e batteriet                                  | 59°23′57″N 18°23′45″Ö / 59.39917°N 18.39583°Ö | 11:e batteriet     | Ligger tillsammans med 9:e och 10:e batteriet i en grupp mitt på norra sidan av Rindö. 11:e batteriet användes även under andra världskriget som ställning för 10,5 cm luftvärnsartilleri.                                                                                       |
|      | Rindö redutt (12:e batteriet)                   | 59°24′22″N 18°22′01″Ö / 59.40611°N 18.36694°Ö | Rindö redutt       | Ligger på västra Rindö, ritades av fortifikationsingenjören Johan af Kleen, uppfördes under åren 1858–1863 och var redan omodern vid invigningen. För att avhjälpa denna brist försågs anläggningen med nytt batteri beläget framför själva redutten (se 12:e batteriet, Rindö). |
|      | 12:e batteriet (tillhör Rindö redutt)           | 59°24′22″N 18°21′49″Ö / 59.40611°N 18.36361°Ö | 12:e batteriet     | Ligger på västra Rindö ett hundratal meter väst om Rindö redutt. Beväpningen utgjordes av fyra 15,2 cm kanoner m/98B i tornlavettage m/1900A som 1933 flyttades till batteri LO på Landsort där de ingick i Havsbandslinjen.                                                     |
|      | Kronuddens batteri (13:e batteriet)             | 59°24′19″N 18°21′13″Ö / 59.40528°N 18.35361°Ö | Kronuddens batteri | Ligger på Kronudden inom orten Vaxholm. Kallas även "Portugisiska batteriet" och bestyckades 1904 med bland annat fyra 27 cm bakladdningskanoner av 1874 års modell, som var kustartilleriets då grövsta pjäser.                                                                 |
|      | Pålsundsbatteriet (17:e batteriet)              | 59°23′52″N 18°19′17″Ö / 59.39778°N 18.32139°Ö | Inga fler bilder   | Ligger på Bogesundslandet intill sydvästra landfäste av Pålsundsbron. Området har varit befäst sedan 1713. Kvarvarande anläggning består av två bunkrar murade i gråsten. Batteriet var bestyckat med 4 st 10 cm framladdningskanon m/1863.                                      |
|      | Vaxholms kastell (19:e batteriet)               | 59°24′11″N 18°21′34″Ö / 59.40306°N 18.35944°Ö | Vaxholms kastell   | År 1548 uppfördes den första anläggningen, 1604 tillkom ytterligare förstärkningar. 1833 påbörjades en total ombyggnad som kom att ge fästningen dess nuvarande utseende. |
|      | Oskar-Fredriksborgs befästning (23:e batteriet) | 59°23′55″N 18°26′7″Ö / 59.39861°N 18.43528°Ö  | Oskar-Fredriksborg | Ligger på östra Rindö i vid Oxdjupet och uppfördes 1870-1877. Befästningen har gett namn åt den intilliggande tätorten Oskar-Fredriksborg. |